# Alfons von Aragonien (Erzbischof)

Wappen als Erzbischof von Saragossa, Erzbischof von Valencia und Regent von Aragonien

Alfons von Aragonien (katalanisch/valencianisch Alfons d'Aragó; aragonisch Alonso d'Aragón; * 1470 in Cervera, Katalonien; † 24. Februar 1520 in Lécera, Aragonien) war ein aragonisch-katalanischer Kleriker und Politiker.

## Familie
Alfons war ein nichtehelicher Sohn des späteren Königs Ferdinand II. von Aragonien mit der katalanischen Adeligen Aldonça Roig d'Ivorra. Sie heiratete später Francesc Galcerrán de Castro y Pinós, Vizconde de Ébol.
Alfons war der Enkel des Königs Johann II. von Aragonien, der Neffe des Erzbischofs von Saragossa Johann von Aragonien und Onkel des späteren Kaisers Karl V.
Alfons steht in der Reihe der Bischöfe und Erzbischöfe, die Abkömmlinge der Könige von Aragonien waren. (Johann II. von Aragonien hatte mindestens sechs Enkel, die Bischöfe oder Erzbischöfe waren.)

## Kirchliche Laufbahn
Für Alfons war von frühester Kindheit an eine kirchliche Laufbahn vorgesehen, ohne dass er dazu irgendeine Berufung zeigte. Da Alfons der erste – wenn auch nichteheliche – Sohn Ferdinands war, sollte die kirchliche Laufbahn auch Ansprüche auf die Krone ausschließen, die im Haus Trastámara traditionell auch bei illegitimer Geburt bestanden.
Am 19. November 1475 starb der Erzbischof von Saragossa Johann von Aragonien. König Johann II. von Aragonien, der Vater des verstorbenen Erzbischofs, schlug dem Papst Sixtus IV. seinen Enkel Alfons von Aragonien als Nachfolger vor. Da Alfons zu diesem Zeitpunkt erst fünf Jahre alt war, lehnte der Papst die Ernennung ab und berief den Kardinal Ausias Despuig in das Amt. Nach intensiven Verhandlungen zwischen Johann II. und dem Heiligen Stuhl trat Despuig 1478 zurück. Alfons wurde mit acht Jahren Erzbischof von Saragossa. Erst im Jahr 1501 erhielt er die Priesterweihe und zelebrierte aus diesem Anlass seine einzige Messe. Im Jahr 1512 wurde ihm zusätzlich zu dem Amt des Erzbischofs von Saragossa auch das Amt des Erzbischofs von Valencia übertragen.
Die Erzbischöfe und Bischöfe waren im mittelalterlichen Spanien Landesfürsten die aufgrund ihres Besitzes und ihrer militärischen Schlagkraft einen großen politischen Einfluss hatten. Zu den Erträgen der Erzdiözesen erhielt Alfons nach und nach weitere Einnahmen aus verschiedenen Klöstern, denen er formal vorstand, bei denen er selbst allerdings keine leitende Funktion geschweige denn geistliche Aufgaben wahrnahm. Er hatte offenbar ein Geschick für seine kirchlichen Ämter fähige Personen zu finden die diese Stellen als Vertreter auszufüllen.

## Laufbahn als Politiker
Im Jahr 1482 setzte König Ferdinand Juan Ramon Folch, den Grafen von Cardona und Konnetabel von Aragonien als Vizekönig in Aragonien ein. Da Folch Katalane war lehnten die Aragonier ihn in dieser Position ab. Ferdinand ernannte daraufhin seinen Sohn Alfons zum Vizekönig. Obwohl auch der streng genommen Katalane war (er war in Katalonien geboren, seine Mutter war Katalanin) akzeptierten die Aragonesen den damals 12-jährigen Alfons als Mitglied des Königshauses als Vizekönig.
Bei den langen Zeiten der Abwesenheit Ferdinands von den Ländern der Krone von Aragonien war Alfons für die Regierung seines Vaters eine sichere Stütze bei der Durchsetzung auch umstrittener Entscheidungen. Er unterstützte ohne jeden Vorbehalt die Einrichtung der Spanischen Inquisition. Die Einführung dieser Institution in den Reichen der Krone von Aragonien verletzte offensichtlich die hergebrachten Rechte (Fueros) der einzelnen Länder. Alfons hielt sie aber wie sein Vater für eine politische Notwendigkeit und setzte sie gegen alle Widerstände auch mit großem persönliche Einsatz durch. Als nach der Ermordung des Generalinquisitors von Aragonien Pedro de Arbués in Saragossa ein Aufstand drohte, ritt Alfons zur Beruhigung der Situation demonstrativ durch die Stadt.
Zusammen mit dem Grafen von Cifuentes leitete Alfons von Aragonien im Jahr 1506 die Gruppe von Adeligen die nach Frankreich reiste um Germaine de Foix abzuholen die Ferdinand am 19. Oktober 1505 in einer Trauung per Stellvertreter geheiratet hatte.
Im Jahr 1512 stand Alfons an der Spitze einer, für damalige Verhältnisse beeindruckenden, von ihm ausgerüsteten, Truppe von 7.000 Bewaffneten um seinen Vater bei der Eroberung Navarras zu unterstützen.
Nach dem Tod Ferdinands übernahm Alfons, entsprechend dem Testament seines Vaters, die Regentschaft in den Ländern der Krone Aragoniens für Königin Johanna und Karl I. von Aragonien, dem späteren Kaiser Karl V. (Die Benennung: Carlos I d'Aragón ist zwar ungewöhnlich, aus aragonischer Sicht in diesem Zusammenhang aber richtig.)

## Alfons als Förderer der Kunst
Don Alonso war der Literatur und der Kunst zugeneigt. Seine Bischofsresidenz war der Mittelpunkt und ständiger Wohnsitz von Malern, Musikern und Dichtern die aus Kaplanstellen finanziert wurden. Während seiner Zeit als Erzbischof von Saragossa ließ Alfons zwei zusätzliche Seitenschiffe an die dreischiffige Kathedrale (Catedral del Salvador) anbauen.
Alfons von Aragonien starb am 24. Februar 1520 in Lécera. Er wurde im Kloster Santa Engracia (in Saragossa) bestattet. Später wurde der Leichnam in die Kathedrale von Saragossa überführt, in der er bis heute ruht.

## Nachkommen
Mit Ana de Gurrea hatte er die Kinder:
- Hernando de Aragón y de Gurrea OCist (* 1498; † 1575) Erzbischof von Saragossa (1539–1575)
- Juan de Aragón y Gurrea (* 1498; † 1530) Erzbischof von Saragossa (1520–1530)
- Juana (* 1492; † 1520) ⚭ Juan de Borja y Enríquez de Luna (* 1495; † 1543) Eltern von Francisco de Borja (Jesuit)
- Ana de Aragón y Gurrea ⚭ Juan Alonso Pérez de Guzmán y Pérez de Guzmán (1503–1558)

Aus einer Verbindung mit einer anderen Frau aus Barcelona stammte
- Alfons von Aragonien, Abt von Montearagón